# Science-Fiction-Jahr 1860
Übersicht

◄◄ | ◄ | 1856 | 1857 | 1858 | 1859 | Science-Fiction-Jahr 1860 | 1861 | 1862 | 1863 | 1864 | ► | ►►

Weitere Ereignisse

## Geboren
- Curt Abel-Musgrave († 1938)
- Rudolf Hawel († 1923)
- Theodor Herzl († 1904)
- Friedrich Streißler († 1917)